# Finlande aux Jeux olympiques d'été de 1968
La Finlande participe aux Jeux olympiques d'été de 1968 à Mexico au Mexique. 66 athlètes finlandais, 60 hommes et 6 femmes, ont participé à 61 compétitions dans 13 sports. Ils y ont obtenu quatre médailles : une d'or, deux d'argent et une de bronze.

## Médailles
| Médaille | Discipline    | Épreuve                  | Athlète            | Performance | Date |
| -------- | ------------- | ------------------------ | ------------------ | ----------- | ---- |
| Or       | Haltérophilie | 82,5-90 kg               | Kaarlo Kangasniemi |             |      |
| Argent   | Athlétisme    | Lancer du javelot hommes | Jorma Kinnunen     |             |      |
| Argent   | Gymnastique   | Cheval d'arçons hommes   | Olli Laiho         |             |      |
| Bronze   | Boxe          | Poids super-légers       | Arto Nilsson       |             |      |